# Goniec Warszawski

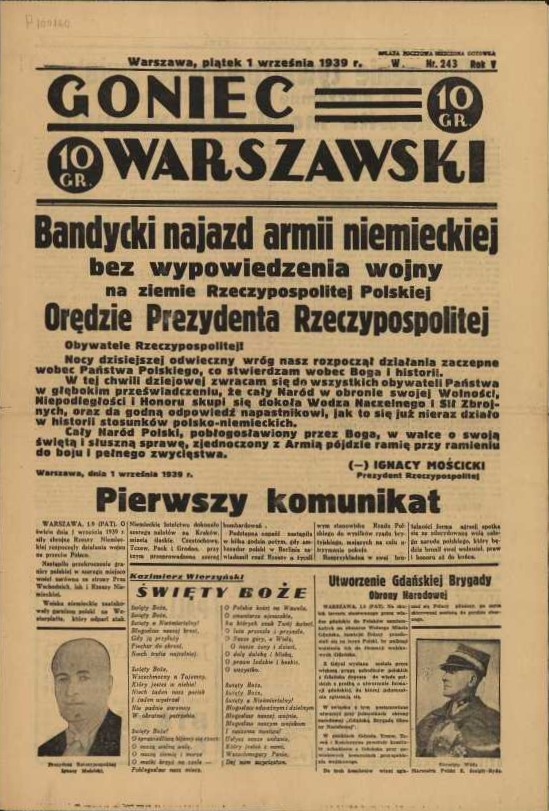
„Goniec Warszawski”,
1 września 1939

„Goniec Warszawski” – wysokonakładowy, popularno–informacyjny dziennik popołudniowy wydawany w Warszawie w latach 1935–1939.

## Historia i profil
Gazeta powstała w Warszawie w 1935 jako lokalna popołudniówka – pierwszy numer ukazał się 5 maja. Jednakże oprócz tematyki miejscowej zajmowała się problematyką ogólnokrajową i zagraniczną. Publikowała w szerokim zakresie informacje polityczne, społeczne oraz z dziedziny kultury i sztuki. Szybko zdobyła popularność. Ideowo była kojarzona z obozem narodowym. Redaktorem naczelnym przez cały czas jej istnienia był Stanisław Majewski.
Ostatni numer dziennika ukazał się 9 października 1939 już po wrześniowej agresji Niemiec i Rosji na Polskę